# バイオレット・タウン鉄道事故
バイオレット・タウン鉄道事故（英: Violet Town rail accident）またはサザン・オーロラの惨事（英: Southern Aurora disaster）とは1969年2月7日にオーストラリア・ビクトリア州バイオレット・タウンの約1km南にあるマクダーミズ・ロード・クロッシング (McDiarmids Road crossing) 付近で発生した鉄道事故である。

## 事故の経過
南行き旅客列車「サザン・オーロラ」と北行き貨物列車がシドニー - メルボルン間の本線上の新しい単線標準軌区間（事故の7年前に開通）で正面衝突した。この事故で北行き貨物列車の運転士のローレンス・ローズヴェア (Lawrence Rosevear) を含む9人が死亡した。
両列車はバイオレット・タウンの列車交換設備（ここは複線）で行き違いをすることになっていたが、見たところでは旅客列車の運転士が 心臓発作により信号場の5-6km北で死亡したため、旅客列車は停止信号で停止できなかった。旅客列車はそのまま進み続け貨物列車と衝突した。事故当時、両列車の機関車にはATCやAWS、ATPのどれも搭載されていなかったが、vigilance control systemは搭載されていた。この装置は列車の乗務員に60-70秒毎にボタンを押すよう要求していた。なお、運転士か火夫/第二者がこのボタンを押すことができた。
事故についての死因審問によると、「サザン・オーロラ」の火夫のM・クルサード (M. Coulthard) は列車が列車交換設備の停止信号を通過する中、緊急操作のボタンを押したとハスラー回転計に記録されていた。
北行き貨物列車の乗務員は接近する旅客列車を見て速度を落とし、接近する「サザン・オーロラ」の乗務員に警告するために前照灯を点滅させた。貨物列車の火夫のアーンフライド・ブレンデック (Arnfreid Brendecke) は衝突の数秒前に運転席から飛び降りた。a burning car missed him by approximately one metre.北行き列車の運転士は機関室の中で安全な場所を探した。しかし、彼は火災と爆発で死亡した。
事故の結果、火夫も運転士も警戒心を維持することを保証するよう改良されたvigilance controlが搭載されたが、その後1996年に発生したビアズフィールド鉄道事故が示すように確実 (foolproof) ではなかった。
事故現場では事故後40年経った今でも「サザン・オーロラ」のiconic green windowsの破片を築堤に見つけることができる。
事故で大破した2編成 (S314、S316) はどちらもビクトリア鉄道S型ブルドッグスタイルディーゼル機関車であった。

## 記念碑
石のケルンが事故現場に建立されている。

## 関連書
- John Hamilton (2007年6月6日). “Memories of an awful day”. Herald Sun.   www.news.com.au. 2008年12月24日閲覧。
- “Violet Town, Victoria: Rail Collision”.   www.ema.gov.au. 2007年10月30日時点のオリジナルよりアーカイブ。2008年12月24日閲覧。

- Victorian Railways. “Railway accident : report on the collision that occurred between the Sydney to Melbourne express passenger train, the "Southern Aurora" and a Melbourne to Albury goods train, near Violet Town on 7th February, 1969”. 2008年12月24日閲覧。